# Martine Dorais
Pour les articles homonymes, voir Dorais.
Martine Dorais, Ph.D., est chercheuse à Agriculture et Agroalimentaire Canada spécialisée en physiologie végétale. Elle est reconnue internationalement pour ses recherches en production biologique en 
serre,.

## Biographie
Martine Dorais est chercheuse en agronomie.
Originaire des Cantons de l’Est, Dr Martine a fait ses études agronomiques à l’Université Laval, en travaillant l’été à Agriculture et Agroalimentaire Canada;elle a fait un PhD en physiologie des cultures en serre sous éclairage artificiel à l’Université Laval avec une formation à l’université de Californie à Davis, son but étant de produire le poivron et la tomate douze mois par année. Elle a poursuivi sa formation à l’université de Colombie-Britannique avec trois post-doctorats en nutrition minérale, en biochimie, puis sur le ginseng.
Elle a par la suite recueilli de l’expérience en effectuant des transferts à l’étranger, notamment à l’université de Wageningue, aux Pays-Bas et à l’IRTA de Barcelone en Espagne.

## Carrière
C’est lors de ses études postdoctorales à Vancouver que Martine a découvert le bio.
« Vancouver était influencé par la culture californienne; dans les épiceries, le bio était déjà bien en évidence. » La philosophie liée à la production biologique l’a immédiatement intéressée.
Elle a commencé sa carrière en approfondissant les connaissances sur la physiologie des plantes médicinales - avec la compagnie Les serres Mirabel, Inc. puis avec Medicago pour l’effet de la lumière - par la suite sur la physiologie des arbres de Noël. Elle a poursuivi une longue séquence de recherche sur la production durable de la tomate cultivée en serre, mettant au point des pratiques culturales  et des outils de mesure de la qualité parallèlement avec le développement de tout un système de production organique pour serres et tunnels et de l’utilisation de diodes électroluminescentes, DEL.
Sa vision et son expertise face à une production en serre durable a été reconnue par la remise d’un doctorat honorifique de la Swedish University of Agricultural Sciences.
Martine Dorais a pris la tête d’une équipe de recherche sur la production de petits fruits à Agassiz à la fin de 2015, en plus d’effectuer des travaux sur l’impact environnemental de l’utilisation de nanoparticules en agriculture.
Elle a supervisé près d’une soixantaine d’étudiants diplômés à ce jour. Elle a été invitée à donner des conférences dans une dizaine de pays et rédigé plus d’une centaine d’articles scientifiques révisés 
par les pairs, de livres et de chapitres de livres et des centaines d’affiches et de résumés de conférences scientifiques.

## Hommages
- Doctorat honorifique de la Swedish University of Agricultural Sciences (SLU)[3]
- 2010-11 OECD Research cooperative grant IRTA-Barcelona[1]
- 2002 Invited researcher, université de Wageningue, Pays-Bas [1]
- 1995 Postdoctorate Fellowship AUPELF-UREF INRA- Bordeaux[1]
- 1992-1994 Postdoctorate NSERC Fellowship[1]
- 1990-1991 Doctoral Scholarship La Fondation de l'Université Laval [1]
- 1989 FCAR Scholarship - Training research at University of California, Davis[1]
- 1988-1992 NSERC Scholarship- National Sciences & Engineering Research Council of Canada[1]